# Mikel Garciandía Goñi
Mikel Garciandía Goñi (Etxarri Aranatz, 21 marzo 1964) è un vescovo cattolico spagnolo, dal 31 ottobre 2023 vescovo di Palencia.

## Biografia
Mikel Garciandía Goñi è nato a Etxarri Aranatz il 21 marzo 1964  in una famiglia di profonde convinzioni religiose. È il figlio primogenito di Venancio Garciandía Urrestarazu e Julia Goñi Lazkano. Ha tre fratelli; uno di essi, Alfonso, è presbitero dal 1994.
Ha ricevuto la confermazione da monsignor José María Cirarda Lachiondo.

### Formazione e ministero sacerdotale
Ha studiato presso la Divisione di Filosofia e Scienze dell'Educazione - Sezione di Filosofia - dell'Università di Navarra a Pamplona dove ha conseguito la laurea in filosofia e lettere nel 1987. Ha quindi lavorato come professore presso la Scuola "Torreanaz" di Anaz-Solares dal 1987 al 1991.
Nel 1991 è entrato nel seminario conciliare di Pamplona dove ha compiuto gli studi ecclesiastici.
Il 25 giugno 1995 è stato ordinato presbitero per l'arcidiocesi di Pamplona e Tudela da monsignor Fernando Sebastián Aguilar. Lo stesso, in precedenza, lo aveva già ordinato diacono.
In seguito è stato professore presso l'Università Pubblica di Navarra a Pamplona dal 1995 al 1996. Nel 1996 è stato inviato a Roma per studi. Nel 1998 ha conseguito la licenza in teologia fondamentale presso la Pontificia Università Gregoriana. Nel 2003 ha ottenuto il dottorato in teologia presso il medesimo ateneo con una tesi intitolata Respuestas eclesiales a la crisis de increencia en el País Vasco y Navarra en las últimas décadas: comentario a las cartas pastorales conjuntas de los obispos. Tornato in patria è stato professore presso l'Istituto superiore di scienze religiose "San Francisco Saverio" di Pamplona dal 1998 al 2023; professore presso il Centro superiore di studi teologici "San Michele Arcangelo" di Pamplona dal 1999 al 2023; responsabile diocesano della pastorale vocazionale; direttore del dipartimento della pastorale in lingua basca; delegato per il diaconato permanente; formatore presso il seminario conciliare di Pamplona; direttore della Casa di spiritualità "Santa Maria" di Zamarce dal 2005 al 2023; professore presso la Facoltà di teologia dell'Università di Deusto per il conseguimento del DECA nel 2007; cappellano e amministratore del santuario di San Michele di Aralar a Etxarri Aranatz e della Confraternita di San Michele in Excelsis dal 2009 al 2023; professore presso la Scuola diocesana di teologia pastorale dal 2010 al 2023; vicario episcopale della zona di Mendialde dal 2010 al 2023; parroco in solido moderatore delle parrocchie di San Pietro ad Aguinaga de Iza, di Sant'Andrea ad Aizkorbe, della Natività di Maria ad Arbizu, dell'Assunzione ad Arruazu, di San Giovanni Battista a Bakaiku, di San Michele a Cía, di Sant'Antonio Abate a Egiarreta, di Santa Maria a Etxarri Aranatz, di Santa Maria a Etxeberri, di San Pietro Apostolo a Gulina, di San Martino a Irurtzun, di San Michele a Iturmendi, di San Giovanni Battista a Izurdiaga, di San Salvatore a Lakuntza, di San Vincenzo Martire a Larumbe, di San Clemente a Lizarraga (Ergoiena), di Santo Stefano a Sarasate, di San Giovanni Battista a Uharte Arakil e di San Pietro a Unanu dal 2019 al 2023, responsabile dell'unità di attenzione pastorale di Sakana  e direttore dell'Istituto superiore di scienze religiose "San Francisco Saverio" di Pamplona dal 2022 al 2023.
Ha fatto parte del consiglio episcopale, del collegio dei consultori  e del consiglio presbiterale.
È stato coordinatore dei santuari di San Michele in Spagna, Francia e Italia, nell'ambito di un progetto europeo avviato in vista del giubileo del 2025.
È inoltre autore di numerose pubblicazioni e documenti e ha partecipato come relatore a diversi convegni tenutisi in Spagna e in diversi paesi europei. Ha collaborato con la rivista diocesana La Verdad.
Il 20 ottobre 2022 i mezzi di comunicazione hanno annunciato che il giorno successivo sarebbe stata annunciata la nomina di Garciandía Goñi all'ufficio di vescovo di San Sebastián. Questo è stato smentito quando il giorno il bollettino della Sala stampa della Santa Sede non ha reso pubblica la nomina, e quando, il 31 di quello stesso mese, è stata resa nota la nomina del clarettiano Fernando Prado Ayuso per la sede di San Sebastián.
Secondo la stampa, il suo nome sarebbe già figurato nel 2012 in una rosa di candidati all'ufficio di vescovo ausiliare di Pamplona e Tudela ma è stato scelto Juan Antonio Aznárez. La stessa cosa si è verificata nel 2016 per la sede di Vitoria la quale però è stata assegnata a Juan Carlos Elizalde Espinal.

### Ministero episcopale
Il 31 ottobre 2023 papa Francesco lo ha nominato vescovo di Palencia. Ha ricevuto l'ordinazione episcopale il 20 gennaio successivo nella cattedrale di Sant'Antonino a Palencia dall'arcivescovo Bernardito Cleopas Auza, nunzio apostolico in Spagna e Andorra, co-consacranti il vescovo emerito di Palencia Manuel Herrero Fernández, il cardinale Ricardo Blázquez Pérez, arcivescovo metropolita di Valladolid, l'arcivescovo metropolita di Burgos Mario Iceta Gavicagogeascoa e l'amministratore apostolico di Pamplona e Tudela Francisco Pérez González. Durante la stessa celebrazione ha preso possesso della diocesi.
In seno alla Conferenza episcopale spagnola è membro della commissione per l'evangelizzazione, la catechesi e il catecumenato dal marzo del 2024.

## Genealogia episcopale
La genealogia episcopale è:
- Cardinale Scipione Rebiba
- Cardinale Giulio Antonio Santori
- Cardinale Girolamo Bernerio, O.P.
- Arcivescovo Galeazzo Sanvitale
- Cardinale Ludovico Ludovisi
- Cardinale Luigi Caetani
- Cardinale Ulderico Carpegna
- Cardinale Paluzzo Paluzzi Altieri degli Albertoni
- Papa Benedetto XIII
- Papa Benedetto XIV
- Cardinale Enrique Enríquez
- Arcivescovo Manuel Quintano Bonifaz
- Cardinale Buenaventura Córdoba Espinosa de la Cerda
- Cardinale Giuseppe Maria Doria Pamphilj
- Papa Pio VIII
- Papa Pio IX
- Cardinale Gustav Adolf von Hohenlohe-Schillingsfürst
- Arcivescovo Salvatore Magnasco
- Cardinale Gaetano Alimonda
- Cardinale Agostino Richelmy
- Vescovo Giuseppe Castelli
- Vescovo Gaudenzio Binaschi
- Arcivescovo Albino Mensa
- Cardinale Tarcisio Bertone, S.D.B.
- Arcivescovo Bernardito Cleopas Auza
- Vescovo Mikel Garciandía Goñi